# Michaela DePrince
Michaela Mabinty DePrince, nata Mabinty Bangura, (Kenema, 6 gennaio 1995 – New York, 10 settembre 2024) è stata una ballerina sierraleonese naturalizzata statunitense, solista del Het Nationale Ballet e la più giovane ballerina nella storia della compagnia Dance Theatre of Harlem. Dal 2016 Michaela è stata ambasciatrice di buona volontà presso l'organizzazione olandese War Child, con sede ad Amsterdam.

## Biografia

### Infanzia
Nata come Mabinty Bangura in una famiglia musulmana, è cresciuta come orfana in Sierra Leone dopo che suo zio l'ha portata in un orfanotrofio durante la Guerra civile in Sierra Leone. Ai suoi genitori adottivi è stato detto che suo padre è stato colpito e ucciso dal Fronte Unito Rivoluzionario quando aveva tre anni e che sua madre è morta di fame poco dopo. Spesso malnutrita, maltrattata e derisa come figlia del diavolo a causa della vitiligine, una malattia della pelle che causa la depigmentazione, fuggì in un campo profughi dopo che il suo orfanotrofio fu bombardato.
Nel 1999, all'età di quattro anni, lei e un'altra ragazza, anche lei chiamata Mabinty (poi chiamata Mia), sono state adottate da Elaine e Charles DePrince, una coppia ebrea di Cherry Hill in New Jersey, e portate negli Stati Uniti. I DePrinces hanno 11 figli, tra cui Michaela, nove dei quali sono adottati.

### Carriera
Ispirata dalla copertina di una rivista che ha trovato e tenuto mentre era in Sierra Leone, DePrince si è formata come ballerina classica negli Stati Uniti, esibendosi anche al Youth America Grand Prix. Si è formata in balletto classico alla Rock School for Dance Education in Filadelfia in Pennsylvania. In concomitanza con l'intensa formazione di danza, DePrince ha preso lezioni online con la Keystone National High School, dove ha conseguito il diploma di scuola superiore.
DePrince riceve una borsa di studio per la Jacqueline Kennedy Onassis School of Ballet dell'American Ballet Theatre per la sua performance al Youth America Grand Prix. Proseguì una carriera professionale nonostante i casi di discriminazione razziale: a otto anni, le è stato detto che non poteva esibirsi come Marie ne Lo schiaccianoci perché l'America non è pronta per una ballerina nera, e un anno dopo, un insegnante ha detto alla madre che non valeva la pena investire denaro per le ballerine nere.
DePrince è stata una dei protagonisti del film documentario del 2011 First Position, che segue sei giovani ballerini in lizza per un posto in una compagnia o scuola di danza d'élite, e si è esibita nello show televisivo Dancing with the Stars. Nel 2011 ha fatto il suo debutto europeo in Abdallah and the Gazelle of Basra con De Dutch Don't Dance Division, una compagnia di danza dell'Aia. Un anno dopo è ritornata per ballare La fata confetto ne Lo schiaccianoci al Lucent Dance Theatre.
Nel 2012 si è diplomata alla Jacqueline Kennedy Onassis School della American Ballet Theatre di New York entrò al Dance Theatre of Harlem, dove è stata la più giovane membro della compagnia. Il suo debutto professionale è stato nel ruolo di Gulnare nella première de Le Corsaire il 19 luglio 2012.
Nel luglio 2013 entrò a far parte della junior company dell'Het Nationale Ballet con sede a Amsterdam. Nell'agosto 2014 è entrata a far parte del Dutch National Ballet come éleve. Nel 2015 è stata promossa al rango di Coryphée. Nel 2016 è stata promossa al rango di grand sujet, per poi diventare solista alla fine dello stesso anno. Quando unì per la prima volta al Dutch National Ballet è stata l'unica ballerina di origine africana. Nel 2016 si esibisce nella sequenza Hope del concept album Lemonade di Beyoncé.
DePrince indicò Lauren Anderson, una delle prime ballerine principali americane nere, come suo modello di riferimento. Nel 2015 Metro-Goldwyn-Mayer acquistò i diritti cinematografici del libro di DePrince Taking Flight: From War Orphan to Star Ballerina. Nel 2018 la MGM ha annunciato che Madonna dirigerà Taking Flight, un biopic sulla vita e la carriera di DePrince.

### Morte
Michaela DePrince è morta il 10 settembre 2024, all'età di 29 anni. La causa del decesso non è stata divulgata.

## Vita privata
DePrince si è convertita all'ebraismo al momento della sua adozione e mentre era ballerina al Dance Theatre of Harlem andò in tournée in Israele dove pregò al Muro Occidentale. Indossava una Mano di Fatima per proteggersi durante il viaggio verso la Cupola della Roccia e il Mar Morto; un simbolo che è importante sia per gli ebrei che per i musulmani.
Ha avuto una relazione con il ballerino Skyler Maxey-Wert.

## Opere
- Michaela DePrince e Elaine DePrince, Taking Flight: From War Oprhan To Star Ballerina, 2014, ISBN 978-0-385-75511-5.
  -  Michaela DePrince e Elaine DePrince, Ora so volare, 3 febbraio 2015, ISBN 978-88-04-64741-6, OCLC 869262321.